# Туман Северо-Кавказского эмирата
Тума́н (осман. تومان‎ / tümen) — валюта непризнанного Северо-Кавказского эмирата, которая была выпущена в обращение в 1919—1920 гг. Номинал на банкнотах указывался как в туманах, так и в рублях (в соотношении 1 туман = 10 рублей).

## История
После того, как войска ВСЮР в апреле 1919 года заняли Чечню, дагестанский религиозный и политический лидер Узун-Хаджи Салтинский стал собирать отряды добровольцев для освобождения Чечни. 22 мая была прекращена деятельность правительства Горской Республики в Дагестане. Узун-Хаджи, собрав своё войско, ушёл в горы на границе Чечни и Дагестана. В конце мая в селе Ботлих он собрал большой маджлис, где по предложению алима из селения Гагатли Саид-Магомеда Узун-Хаджи был избран эмиром Дагестана и Чечни. Фактической резиденцией нового государства стало горное селение Ведено — административный центр Веденского района Чечни
Летом 1919 года с помощью Иналука Арсанукаева (он же Дышнинский), привёзшего для Узун-Хаджи фирман (послание) от османского султана Багаутдина (Магомет-Ваххидин VI), Узун-хаджи приступил к созданию военных и гражданских структур Северо-Кавказского эмирата. Эмират был признан Азербайджаном, Грузией и Турцией.
Одним из первых мероприятий новоявленного правительства направленных на самоутверждение, было аннулирование ходивших тогда денег Терской республики. Из-за отсутствия недостаточных сил и средств для выпуска денежных знаков, терские знаки имели хождение на подчинённых эмиру территориях, с условием наличия на них метки, которая накладывалась «канцелярией» эмира.

## Банкноты
Правительство эмирата осуществило свой первый выпуск купюр в сентябре 1919 г., путём наложения на денежные знаки Терской республики достоинством в 100 рублей — оттиска печати Узун-Хаджи, на которой была выбита надпись на арабском зыке: (араб. خادم الفقراء أذن خير‎) «Слуга бедных Узун Хаир».
Второй выпуск последовал со 2 октября до середины ноября 1919 года. А в декабре 1919 г. был произведён третий выпуск.
Были отпечатаны банкноты номиналом в 5, 25, 50, 100, 250, 500 и 1000 рублей. Все билеты, за исключением 1000 рублей, были введены в оборот. Небольшое количество купюр в 500 рублей напечатано на специальной бумаге с водяными знаками. Основная же масса денег выпущена без водяных знаков. Надписи на бонах выполнялись по-арабски, французски и русски. На кредитных билетах изображались герб Эмирата и стоящий на горе флаг
Кредитные билеты имели текст на арабском языке: на лицевой стороне — «Повелитель правоверных на Северном Кавказе Хаджи Узун Хаир», «Управляющий финансами Абдул Азим Абдулла», на оборотной стороне — «Ходят наравне с другими бумажными деньгами. Чеканено (отпечатано) в Ведено. Да возвеличится победа его. Чеканка (печатание) подобных напечатанному карается за исключением тех, кому законно разрешено правительством».
Все знаки имеют предупреждение на русском арабском языках: «Подделка преследуется законом».
|  |  | 5   | 88 х 56   | чёрно-зелёный | герб эмирата | флаг эмирата на скале у моря | н/д | 1919—1920 |
|  |  | 25  | 107 х 67  | чёрно-зелёный | герб эмирата | флаг эмирата на скале у моря | н/д | 1919—1920 |
|  |  | 50  | 115 х 82  | чёрно-зелёный | герб эмирата | флаг эмирата на скале у моря | н/д | 1919—1920 |
|  |  | 100 | 140 х 90  | тёмно-зелёный | герб эмирата | флаг эмирата на скале у моря | н/д | 1919—1920 |
|  |  | 250 | 154 х 94  | тёмно-зелёный | герб эмирата | восходящее из-за моря солнце | н/д | 1919—1920 |
|  |  | 250 | 166 х 96  | тёмно-зелёный | герб эмирата | восходящее из-за моря солнце | н/д | 1919—1920 |
|  |  | 500 | 178 х 109 | тёмно-зелёный | герб эмирата | восходящее из-за моря солнце | н/д | 1919—1920 |

## Монеты
Помимо банкнот, было отчеканено небольшое количество монет. Штемпель с арабской вязью наносился путём надчеканки на медные монеты императорской России.